# 達里奧·達伊內利
達里奧·達伊內利（Dario Dainelli，1979年6月9日—），一位意大利足球運動員，在場上司職中堅。達伊內利現效力於意甲球隊热那亚。

## 生平

### 球會
達伊內利早年主要是效力一些意大利丙組聯賽球會。2001年轉會至萊切時，乃其平生首次於意甲作賽。只打了一季，達伊內利轉會至布雷西亞和維羅納，兩者皆於當時在意甲作賽。
2004年夏季達伊內利轉會至費倫天拿，自此一直是球會防守重心，一季後更出任隊長。
2010年1月，达伊内利加盟热那亚。

### 國家隊
達伊內利由於長期效力實力較次的球會，級數較低，而其防守水準一直不獲正面評價。因之他一直都沒被國家隊頻繁地徵召。其第一次被徵召乃於2005年6月11日友賽厄瓜多爾，此後僅曾於2008年歐洲國家盃外圍賽上陣。
Template:Genoa C.F.C. squad